# Израильско-микронезийские отношения
Израильско-микронезийские отношения — дипломатические и иные двусторонние отношения между Государством Израиль и Федеративными Штатами Микронезии. Израиль был одним из первых, кто установил формальные дип. отношения с Микронезией.

## История
Микронезия является союзником Израиля в голосованиях в ООН и других международных организациях, особенно что касается критикующих Израиль резолюций. Согласно правительству ФШМ, поддержка Израиля — часть иудео-христианской традиции. Дополнительными причинами близких двусторонних отношений являются экономический интерес: Израиль предоставляет ФШМ помощь в сельском хозяйстве, технической подготовке, обучении специалистов здравоохранения.
В 2000 году во время государственного визита в Израиль президент ФШМ Лео Фолкэма, две страны подписали «Протокол о сотрудничестве» с целью «выразить теплые отношения между двумя государствами и признательность Израиля за безоговорочную поддержку, который от получает от Микронезии в ООН». В 2010 году микронезийский президент Имануэл Мори посетил Израиль с государственным визитом. Приветствуя его, израильский президент Шимон Перес описал ФШМ как «одного из величайших друзей Израиля». Мори объяснил своему израильскому коллеге «уязвимость островов Тихого океана к последствиям изменениям климата». В тот же год Перес поблагодарил нерезидентного микронезийского посла Yosiwo P. George за «дружбу и „выдающуюся“ поддержку, которую оказывает ФШМ Израилю»: «Я не знаю размеров вашей страны, но я знаю размер вышей дружбы.» Посол Джордж ответил, что Миронезия и Израиль разделяют «ценности и интересы». Он просил Израиль о технической и экономической помощи, а также о программе тренировки медработников, которые Перес обещал оказать. Израиль также посылает в ФШМ экспертов по выращиванию цитрусовых и ирригационной технике, медицинских техников, а также предоставляет стипендии для обучения в израильских колледжах.
Микронезия — бывшая Подопечная территория ООН, которой управляли США. Она стала независимой в 1986 году благодаря Договору о свободной ассоциации, который устанавливает взаимные экономические и оборонные ответственности между двумя странами. Маршалловы острова и Палау — две другие страны, которые также постоянно поддерживают Израиль в ООН — также являются бывшими территориями США, связанным с ними Договором.

## Примеры голосований в ООН
- 7 июля 1998 года Ген. Ассамблея приняла резолюцию 52/250, дающую палестинцам «дополнительные права и привилегии в участии в сессиях и работе Ген. Ассамблеи». Резолюция была принята 124 голосами «за» при 4 «против» и 10 воздержавшихся. Против голосовали ФШМ, Израиль, Маршалловы острова и США[12].
- 17 мая 2004 года Ген. Ассамблея приняла резолюцию 58/292, подтверждающую оккупацию палестинских территорий и необходимость создания независимого палестинского государства. Резолюция была принята при 140 голосах «за», 6 «против» и 11 воздержавшихся. Против голосовали ФШМ, Израиль, Маршалловы острова, Науру, Палау и США.
- 20 июля 2004 года десятая чрезвычайная специальная сессия Генеральной Ассамблеи «решительно голосовала требуя, чтобы Израиль прислушался к совещательному мнению Международного суда ООН (ICJ) о прекращении строительства на Западном Берегу и предоставил компенсации палестинцам, чьим жизням был причинен вред строительством разделительной стены». Ассамблея приняла это предложение 150 голосами «за», 6 «против» и 10 воздержались. «Против» голосовали: Австралия, ФШМ, Израиль, Маршалловы острова, Палау и США[13].
- 18 декабря 2009 года Ген. Ассамблея приняла резолюцию, «вновь подтверждая право палестинцев на самоопределение, включая право на независимое государство», 171 голосом за против 6. «Против» голосовали: ФШМ, Израиль, Маршалловы острова, Науру, Палау и США[14]. Это была одна из целой серии подобных резолюций в декабре 2009 года, на которые Микронезия постоянно голосовала «против»[15][16].